# Kanaløerne
|  | For de amerikanske øer af samme navn, se Kanaløerne, Californien |
Kanaløerne (engelsk: Channel Islands) eller De anglo-normandiske Øer (fransk: Îles Anglo-Normandes) er en øgruppe i den Engelske Kanal. 
På den engelske kanalø Jersey tales det fransk-lignende sprog Jèrriais.

## Historie
Historisk er øerne en del af Normandiet, men da den engelske konge mistede Normandiet i 1204, forblev Kanaløerne under engelsk herredømme. Øerne tilhører i dag den engelske krone, men er ikke en del af det Forenede Kongerige.